# Nerine angustifolia
Nerine angustifolia là một loài thực vật có hoa trong họ Amaryllidaceae. Loài này được (Baker) W.Watson mô tả khoa học đầu tiên năm 1889.

## Hình ảnh

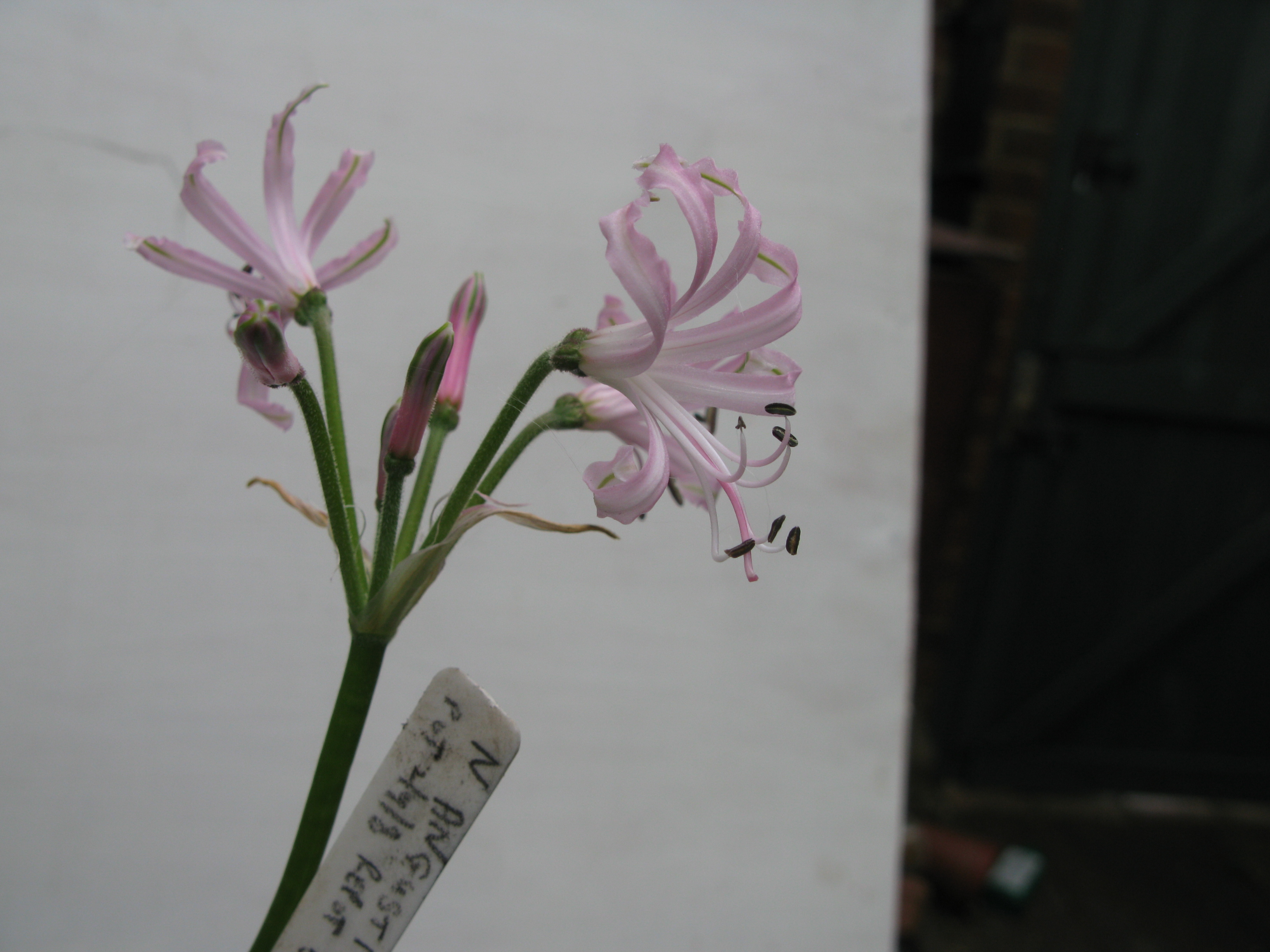
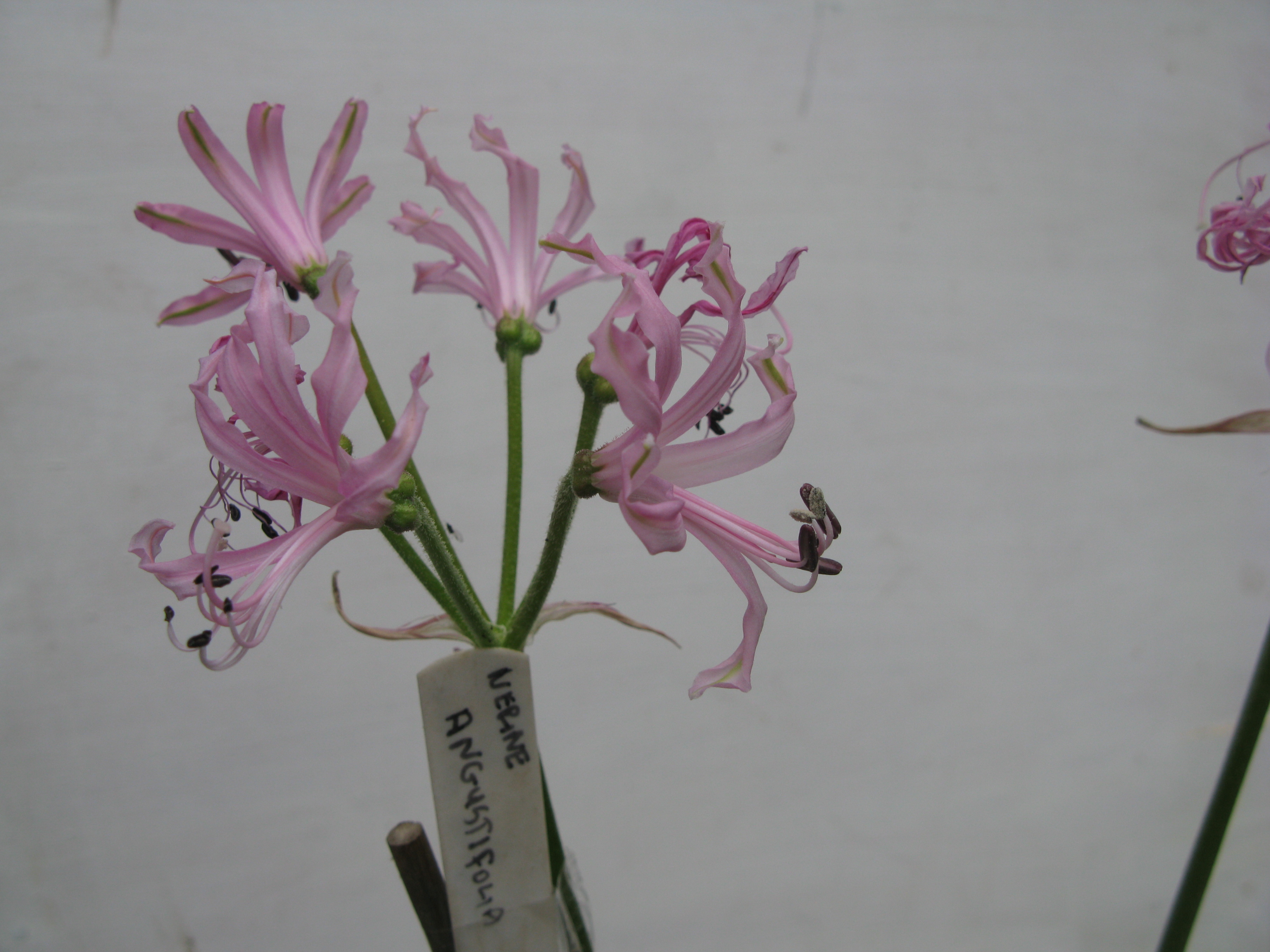